# 빅픽처패밀리
《빅픽처패밀리》는 SBS TV에서 방송된 텔레비전 프로그램이다.
2018년 9월 25일과 2018년 9월 26일에 추석특집 파일럿 편성 후, 《백년손님》 후속작으로 2018년 10월 6일부터 2018년 11월 17일까지 매주 토요일 오후 6시 25분에 정규 편성하였으며 해당 프로그램의 신설에 앞서 일요일 시간에 편성된 《집사부일체》를 토요일로 옮겨심는 한편 일요일 시간에 《더 팬》을 편성할 계획이었으나 무산됐다.

## 빅픽처패밀리 개요

### 기획 의도
- '살며, 찍고, 나누는, 인생샷'을 콘셉트로 하여 4명의 사랑꾼들이 경상남도 통영에서 사진관을 열고, 일주일간 동거하며 인생샷 남기는 모습을 담아낸 리얼리티 예능 프로그램

### 프로그램의 역사
- 2018년 9월 25일, 2018년 9월 26일 : 추석특집 파일럿 편성 (총 2부작)
- 2018년 10월 6일 ~ 2018년 11월 17일 : 정규 편성 (총 6부작)

## 방송 시간
| 방송 채널 | 방송 기간                          | 방송 시간 | 방송 시간                       | 비고        |
| SBS TV    |                                    |           |                                 |             |
| --------- | ---------------------------------- | --------- | ------------------------------- | ----------- |
| SBS TV    | 2018년 9월 25일 ~ 2018년 9월 26일  | 1부       | 화요일, 수요일 오후 6:30 ~ 7:10 | 파일럿 편성 |
| SBS TV    | 2018년 9월 25일 ~ 2018년 9월 26일  | 2부       | 화요일, 수요일 오후 7:10 ~ 8:00 | 파일럿 편성 |
| SBS TV    | 2018년 10월 6일 ~ 2018년 11월 17일 | 1부       | 매주 토요일 오후 6:20 ~ 7:10    | 정규 편성   |
| SBS TV    | 2018년 10월 6일 ~ 2018년 11월 17일 | 2부       | 매주 토요일 오후 7:10 ~ 8:00    | 정규 편성   |

## 출연진
- 류수영
- 위샤오광
- 박찬호
- 차인표

## 시청률
| 회차   | 방송일           | AGB 시청률     |
| 회차   | 방송일           | 대한민국(전국) |
| ------ | ---------------- | -------------- |
| 파일럿 | 2018년 9월 25일  | 4.6%           |
| 파일럿 | 2018년 9월 25일  | 7.1%           |
| 파일럿 | 2018년 9월 26일  | 3.9%           |
| 파일럿 | 2018년 9월 26일  | 6.2%           |
| 1      | 2018년 10월 6일  | 4.2%           |
| 1      | 2018년 10월 6일  | 4.9%           |
| 2      | 2018년 10월 13일 | 3.6%           |
| 2      | 2018년 10월 13일 | 4.6%           |
| 3      | 2018년 10월 20일 | 3.9%           |
| 3      | 2018년 10월 20일 | 4.0%           |
| 4      | 2018년 11월 3일  | 3.1%           |
| 4      | 2018년 11월 3일  | 4.1%           |
| 5      | 2018년 11월 10일 | 미집계         |
| 5      | 2018년 11월 10일 | 3.8%           |
| 6      | 2018년 11월 17일 | 3.5%           |
| 6      | 2018년 11월 17일 | 4.5%           |